# グラフわかもの
『グラフわかもの』は、1958年に創刊され、1971年まで発行されていた、日本の雑誌。

## 概要
単に『わかもの』とも称した。「学習の友の弟分」とも言われた。
発行はわかもの社、当初の主幹はぬやま・ひろし。ぬやまが日本共産党を除名されて以降は、島一平が就任した。
創刊当時は、『週刊わかもの』と称した週刊誌であったが、1961年7月4巻22号より『グラフわかもの』と誌名を変更した際に、月刊誌となり、グラフは、木村伊兵衛、田村茂、土門拳が監修した。
熱心な読者が多く、読者会などが行われ、ぬやま本人や編集者との交流も盛んであった。ぬやまは「おれたちのおやじ」と親しまれた。事実ぬやまが毛沢東思想研究会を立ち上げた際も、ぬやまを慕い『毛沢東思想研究』（1966年11月創刊の月刊誌）を購読する『グラフわかもの』の読者も少なからずいた。
1966年10月に日本共産党がぬやまを除名したとき、わかもの社はぬやまの著作をすべて絶版にし、わかもの社分局にあるぬやまの著作もすべて裁断・焼却処分された。以後の『グラフわかもの』にはぬやまの批判が掲載されたが、やがてぬやまについての言及もされなくなっていった。
1967年10月10巻10号より、創刊10周年を記念し、ページ数を増加、誌名を『わかもの』に変更した。ページが増加したことから数ページの漫画の連載もされるようになった。
1971年5月30日、14巻5号をもって刊行終了、休刊。

## 主な連載
- そのものずばり - ぬやま・ひろしとの対談記事
- 社会歴訪 - ルポルタージュ
- 平和の旅から  - 執筆は宮森繁。社会主義諸国の紀行文。
- 「人生の半分」 - 中村翫右衛門による連載自伝小説。
- 「秘密」 - 早乙女勝元による連載小説。
- 「心の森に花の咲く」 - 永島慎二による連載漫画。
- 「あれは斉太郎」 - 三町半左による連載漫画。
- 「働く若者よ、誇り高く」 - 執筆はぬやま・ひろし。
- わかものの性典 - 執筆は馬島僴。読者の性教育を目的としたミニコラム。
- ぬやま・ひろしの人生相談室
- 楽しく遊ぼうや - 歌やフォークダンスの紹介。
- 若い仲間 - 「読者の文化欄」。詩など。
- ホーム・ルーム - 投書欄。身の回りの問題をつづった投書、読者会やダンスパーティ、ピクニックの参加を呼びかける投書、わかもの社に訪れた読者の投書などが掲載された。
- 楽習帳 - 編集後記。「わかもののマスコット」的な編集者も執筆していた。

## 主な寄稿者
以下、対談記事に登場した人物を含む。
- 石原裕次郎
- 宇野重吉
- 植木等
- 黒柳徹子
- 国分一太郎
- 早乙女勝元
- 佐多稲子
- 住井すゑ
- 千田是也
- 高峰秀子
- ダークダックス
- 谷川俊太郎
- 中野重治
- 中村翫右衛門
- 野坂参三
- 羽仁進
- 左幸子
- フランキー堺
- 宮城まり子
- 無着成恭
- 森光子